# Palani-Berge
Die Palani-Berge (engl. Palni Hills oder Palani Hills, Tamil: பழனி மலை) sind ein Gebirge im südindischen Bundesstaat Tamil Nadu. Die Palani-Berge bilden einen östlichen Ausläufer der Westghats. Der Name des Gebiets leitet sich von der Tempelstadt Palani ab, die nördlich des Gebirgszuges liegt.

## Geografie
Die Palani-Berge liegen im Westen Tamil Nadus und ragen vom Hauptkamm der Westghats nach Osten in die umliegende Tiefebene herein. Nördlich des Gebirges liegt die Region Kongu Nadu, ein flaches Plateau, im Südwesten brechen die Berge recht steil zum Kambam-Tal ab. Im Westen schließen sich die Anaimalai-Berge an.
Die Palani-Berge erstrecken sich über 70 km in Ost-West-Richtung, von Norden nach Süden sind es ca. 23 km; die Fläche beträgt über 2000 km². Der höchste Gipfel ist der Vandaravu (2553 m). Wie andere Gebirgszüge im südlichen Teil der Westghats bestehen die Palani-Berge aus präkambrischen Gneisen, Charnockiten und Schiefern und sind damit eines der ältesten Gebirge Indiens. Die Vegetation reicht von laubabwerfenden Trockenwäldern bis zu feucht-gemäßigten Zonen.
Die Palani-Berge gehören größtenteils zum Gebiet des Distrikts Dindigul. Die größte Stadt in den Bergen ist Kodaikanal.

## Ökologie
Die Palani-Berge waren lange Jahre aufgrund ihrer relativ schlechten Zugänglichkeit ein Gebiet mit großer Biodiversität und das Rückzugsgebiet vieler Arten. Das hat sich in den letzten Jahren gewandelt. Das ausgedehnte Grasland der Hochebenen wurde durch Monokulturen ersetzt und es wurden schnell wachsende Baumarten eingeführt. Ein großes Problem stellt auch die enorme Zahl der Touristen und der dadurch verursachte Müll dar, insbesondere in der Gegend des Hauptortes Kodaikanal. Um diesen Prozessen entgegenzuwirken, wurde 1985 der Palni Hills Conservation Council gegründet. Auch gibt es den Vorschlag, einen Teil der Palani-Berge als Nationalpark oder Naturschutzgebiet auszuweisen.